# Глухой палатальный аппроксимант
Глухой палатальный аппроксимант — согласный звук, обозначаемый в фонетической транскрипции знаком [j̊].
Присутствует в качестве фонемы, например, в мокшанском языке.

## Характеристика звука
- Место образования: палатальный
- Способ образования: аппроксимант
- Шумный согласный, глухой
- Пульмонический согласный